# 将棋の格言
将棋の格言 （しょうぎのかくげん）は、本将棋においての戒めや教訓の意味合いを短くまとめたものをいう。多くは作者不詳であるが、将棋の普及活動に熱心だった棋士の原田泰夫が多く創作したとされている。ただし、昨今の将棋の戦術の進歩により、現在では意味のない格言も存在する。
主な将棋の格言を五十音順に載せる。 括弧内はその読み。
| 目次 | 目次 | 目次 | 目次 | 目次 | 目次 | 目次 | 目次 | 目次 | 目次 | 目次 |
| ---- | ---- | ---- | ---- | ---- | ---- | ---- | ---- | ---- | ---- | ---- |
| わ   | ら   | や   | ま   | は   |      | な   | た   | さ   | か   | あ   |
|      | り   |      | み   | ひ   |      | に   | ち   | し   | き   | い   |
| を   | る   | ゆ   | む   | ふ   |      | ぬ   | つ   | す   | く   | う   |
|      | れ   |      | め   | へ   |      | ね   | て   | せ   | け   | え   |
| ん   | ろ   | よ   | も   | ほ   |      | の   | と   | そ   | こ   | お   |

## あ
相穴熊では角より金 (あいあなぐまではかくよりきん)相穴熊（お互いが穴熊囲い）の場合、金将は攻めにも守りにも働く重要な駒である。特に終盤での金将は角行より高い価値があることが多い。
遊び駒は活用せよ (あそびごまはかつようせよ)遊び駒とは盤上で戦線から孤立している駒をいう。遊び駒の存在が敗因になることも多いので、それを活用して自分の戦力を高めるような戦いをすべきだということ。

## い
居玉は避けよ (いぎょくはさけよ)玉将を１マスも動かさない（先手なら５九、後手なら５一のままにする）ことを居玉という。居玉のまま戦いが起こると、王手飛車の筋に入ったり、反撃された時に脆いことが多いので、何かしら手をつけた方が良いということ。
一段金に飛車捨てあり (いちだんきんにひしゃすてあり)金将が自陣の一段目にある場合、敵に飛車を打たれる隙がないので、自分から飛車を捨てる手が可能になるということ。羽生善治によれば、飛車角交換はそれ自体はそう不利ではないが、飛車を打ち込まれて桂香を取られ、飛車桂香・角交換になる場合が多く、通常は損である。だが、一段金ならその筋を避け得る場合がある。
一歩千金 (いっぷせんきん)歩でも局面によっては、金将以上の必要性を示すこともある。そのため、たかが歩兵と簡単に考えてはならないということ。第13期竜王戦の第7局では、盤面上の一歩が勝敗を決めた形となり、先崎学が「一歩竜王」という観戦記を著している。

## う
浮き駒に手あり (うきごまにてあり)「離れ駒に手あり」ともいう。守られていない相手の駒を狙うと、駒得になりやすいということ。
受けは金、攻めは銀 (うけはきん、せめはぎん)金将は守りに、銀将は攻めに使うのが駒の性質に合った活用法であるということ。銀将は守りに使うことも多いものの、それでも優秀な格言である。
打ち歩詰めに詰みの余地あり (うちふづめにつみのよちあり)打ち歩詰め（持ち駒の歩兵を打った時点で、相手の玉将が詰みになる）のは反則である。しかし、そうなる数手前の局面から考えると、打ち歩詰めになる手順以外に詰められる手順が案外あるものだということ。
内竜は外竜に勝る (うちりゅうはそとりゅうにまさる)両者が竜を作った場合に、内側にある竜王の方が役に立つということ。
馬の守りは金銀三枚 (うまのまもりはきんぎんさんまい)馬を守りの駒に使うと、金駒(金銀)三枚分の守備力があるということ。玉の守りとの混同化を避けるために「馬の力は金銀三枚(うまのちからはきんぎんさんまい)」と称されることもある。

## お
王手するより縛りと必至 (おうてするよりしばりとひっし)終盤において、相手の玉将が即詰みにならない場合は、王手をかけるよりも、縛りをかけながら必至を狙う方が勝ちにつながるということ。
王手は追う手 (おうてはおうて)何の策もなく闇雲に王手をかけても、相手の王を安全地帯に逃がすだけのことになってよくないということ。類義語には「玉は包むように寄せよ」がある。
大駒は離して打て (おおごまははなしてうて)大駒はその利きを最大限に生かし、また相手のあたりを避けるためになるべく離して打つほうが良いということ。
大駒は近づけて受けよ (おおごまはちかづけてうけよ)「大駒は離して打て」の逆。受け側の有効手段。
鬼より怖い二枚飛車 (おによりこわいにまいびしゃ)敵陣の同じ段に飛車や竜王が二枚ある状態を「二枚飛車」という。
鬼より怖い両王手 (おによりこわいりょうおうて)合駒の利かないために玉将を移動させるしか手がない両王手の怖さを表現した言葉。

## か
角交換に5筋を突くな (かくこうかんにごすじをつくな)角換わり（お互い、角行を持ち駒にした戦い）においては、5筋の歩兵を突くと△3九角 (後手なら▲7一角) から竜馬を作られるなど、自陣に隙が生じやすい。だから、突いていないほうが良いということ。
しかし、近年は攻撃の幅を広げるために5筋を突くこともある。その場合、角打ちの隙を作らないよう右金を初期配置に待機させたりする。
角筋は受けにくし (かくすじはうけにくし)飛車筋の攻撃は比較的考慮に入れやすいのに対し、角筋は駒の間を縫う様に利いているので受けにくいことを表したもの。飛車筋を遮る敵の駒は動かしにくいのに対し、角筋のそれは動かしやすいが故ともされる。
角筋の玉受け難し (かくすじのぎょくうけがたし)「玉は敵の角筋を避けよ」ともいう。玉を囲いに入れる時や一時的にいるときでも、敵の角行の筋からは避けておくほうが良いということ。
角の頭は丸い (かくのあたまはまるい)斜めによくきく角行であるが、一歩前には進めない弱点があるということ。相手の角行の前のマスに、自分の駒を進めたり、打ったりするといいということ。
勝ち将棋を勝て (かちしょうぎをかて)木村義雄十四世名人の語録とされる。将棋では相手がミスをしない限り不利な局面からは勝てない。そこで、優勢になった将棋を勝ち切ることが重要。
要の金を狙え (かなめのきんをねらえ)玉将を攻めるときは、直接王手するよりもその側にいる守りの駒（金将など）を攻めると効果的であるということ。寄せの基本。

## き
急戦は居玉 (きゅうせんはいぎょく)急戦の時には時として玉将を囲わず、そのまま攻めたほうが良いということ。古くは速戦即決または速攻重視で囲いを余り重視しない人がよく用い、居玉は余り良いものとされていなかったが、藤井システム等の出現により居玉急戦は珍しいものではなくなった。用例としては早繰り銀や棒銀 、ゴキゲン中飛車超急戦(特殊な例として藤井システムも) などに見られるとおり、過激な急戦になる場合などに言われる。
玉の早逃げ八手の得 (ぎょくのはやにげはってのとく)相手の攻めが止まりにくいとき、持ち駒で受けるよりも玉将を安全地帯へ逃がした方が、手得につながるということ。「玉の早逃げ八手の得あり」ともいう。一瞬、詰めろがかからない状態にし、その間に攻めることができる。
「八」には数字の他に『たくさんの』という意味もある。そのため従来の解釈に疑問を示し、八手の得とは手得の意味ではなく、八手（たくさんの手段）の取得であろうと解釈する見解もある。
玉の腹から銀を打て (ぎょくのはらからぎんをうて)寄せのとき、玉将の横に銀を打つと良いということ。相手の玉将を安全地帯へ逃がさないための手筋で、王手をかけるよりも有効な手段となる場合も多い。
玉は下段に落とせ (ぎょくはげだんにおとせ)寄せの段階で、相手玉をその下段に落としてやると寄せやすいということ。玉将を捕まえるための基本。
玉は包むように寄せよ (ぎょくはつつむようによせよ)「王手は追う手」の類義語。寄せの仕方のたとえである。
玉飛接近すべからず (ぎょくひせっきんすべからず)「玉飛車接近すべからず」ともいう。攻められる対象のである玉将のそばに、攻めの要である飛車があると攻防ともに支障をきたす上、何かのときに飛車が犠牲になりやすいので、そのような形は避けるべきだということ。また、相手にその様な形を強要すると有利になる場合がある。殆どの定跡で守られている格言だが、カニカニ銀・右玉などのように玉と飛車が近接している定跡も出現している。
銀桂は成らずに使え (ぎんけいはならずにつかえ)銀将や桂馬は成ると動きが全く変わってしまう故に、不成（ならず）で使う場合もあるということ。これらの駒の成・不成は後の戦局にも大きく左右されることが多く、判断が難しい。「銀は不成（ならず）に好手あり」という表現もある。
金底の歩は岩より固し (きんそこのふはいわよりかたし)金将の一段下に歩兵を打った形、即ち金底の歩は、強固な守りを築くことが多いということ。なお、同様に銀の斜め下に歩を打つ場合には銀脚の歩と呼ばれる
金なし将棋に受け手なし (きんなししょうぎにうけてなし)金将は守りの要であり、金将がなければ敵の攻撃を受けきれないものだということ。
金なし将棋に攻め手なし (きんなししょうぎにせめてなし)金将は攻めの要でもあり、金将がなければ相手の玉将を仕留める(詰ます)ことはできないということ。
銀は千鳥に使え (ぎんはちどりにつかえ)銀将は斜め方向なら行くことも引くこともできるので、銀将は千鳥(斜め)に動かすのがよいということ。
金はとどめに残せ (きんはとどめにのこせ)最後の最後に玉将を詰ます時に持ち駒に金将を残しておくと、詰ませやすいということ。
金は斜めに誘え (きんはななめにさそえ)敵の金将を斜め上に誘うようにすると、金将は斜め後ろには動けないからすぐには元の位置に戻れず、結果的に敵の守りを弱めることができるということ。
金は引く手に好手あり (きんはひくてにこうしゅあり)金将は下方への利きが弱いことから、引くことにより金将の持つ上部に強いという機能が発揮されやすいということ。「金はななめに誘え」の逆。

## く
位を取ったら位の確保 (くらいをとったらくらいのかくほ)位 (各筋の5段目の勢力) を取ると有利になるが、それが維持できないと反撃されるということ。

## け
桂頭の玉寄せにくし (けいとうのぎょくよせにくし)桂馬の頭にいる玉は案外寄せにくいものだということ。
桂頭の銀、これ定跡なり (けいとうのぎん、これじょうせきなり)敵が桂馬を絡めて攻めてきた場合、その攻撃を受けるには桂馬の頭に銀将を打つのがよいということ。桂馬の動きを封じることが出来るためである。「桂先の銀、定跡なり」とも表記する。
桂の高跳び歩の餌食 (けいのたかとびふのえじき)桂馬は一度跳ぶと元に戻れないので、調子に乗って跳ねると歩兵に捕まってしまうということ。
桂は控えて打て(けいはひかえてうて)桂馬は自陣に控えて打つのが有効であるということ。「控えの桂に好手あり」とも。
下段の香に力あり (げだんのきょうにちからあり)香車はその利きを最大限に生かすためにも、下段から打つ方がいいということ。「香は下段から打て」ともいう。

## こ
5三のと金に負けなし (ごさんのときんにまけなし)敵陣の要所である5三の地点にと金（歩兵が成ったもの。金将と同じ動きをする）を作ることができれば、必ず勝てるものだということ。既に死語となった格言であるとされている。理由は、穴熊囲いなど5三の地点から敵玉が遠い場合は5三の地点にと金ができてもすぐに脅威とはならないため、穴熊囲いの普及により必ずしも負けなしとはいえなくなってしまったからである。
5五の角は天王山(ごうごのかくはてんのうざん)5五の地点にある駒のことを天王山と呼ばれる。この地点に打った角行は盤上で最も利きが多いということ。
5五の位は天王山(ごうごのくらいはてんのうざん)かつては盤面中央に当たる5五の地点を歩で確保すれば、それだけで有利になると言われていた。しかし、2004年の文献では既にこの位は軽視されるようになったとされている。

## さ
指し直し局に名局なし（さしなおしきょくにめいきょくなし）業界の格言で、指し直し局では、両対局者は疲れているため、名局はないとされる。
三桂あって詰まぬことなし (さんけいあってつまぬことなし)大げさな表現であり詰まない事も多いが、桂馬は駒を飛び越えて玉将を攻撃できるので、桂馬が3枚あるといろいろな寄せが可能であるということ。実戦例として大山康晴が敵玉を桂馬三枚で詰ませてしまった例がある。なお、畠山成幸によればこの格言の三桂は持ち駒だけではなく盤上の桂馬も含んでいるという。週刊将棋(2004)では、「桂三枚で詰む囲いとはどんな囲いなのだろうか」と、にべもない。むしろ自身が3枚の桂馬を持っている時は、桂馬によりこちらの金銀が剥がされた形跡なのではないか(相手はその分金銀を持っているのではないか)としている。
2021年版将棋年鑑の棋士アンケート「嘘だと思う将棋の格言は?」では、多くの棋士が「三桂あって詰まぬことなし」を挙げている。
三歩あったら継ぎ歩に垂れ歩 (さんぷあったらつぎふにたれふ)歩兵が3枚あるときには、相手の駒を吊り上げて拠点を作ることができるということ。
三歩持ったら端に手あり（さんぷもったらはしにてあり）歩兵が3枚あるときは、相手の香車を吊り上げて攻めることができるということ。

## し
自陣飛車に好手あり (じじんびしゃにこうしゅあり)自陣に飛車を打つ手は地味だが有効な場合が多い。同様に「自陣角に好手あり」とも言う。
焦点の歩に好手あり (しょうてんのふにこうしゅあり)相手の駒が複数利いているところに歩を打つ手が有効な場合が多い。
終盤は駒の損得より速度 (しゅうばんはこまのそんとくよりそくど)終盤は駒を多く取るよりも、早く玉を寄せることに注意を払うほうが良いということ。
将棋は俳句に碁は短歌 (しょうぎはいくにごはたんか)将棋はルールが簡単で覚えやすいので、俳句のように主に庶民の間で遊ばれ、囲碁はルールが複雑で覚えにくい事から、短歌のように僧侶や医者など学のある人の間で遊ばれた事をあらわす。
序盤は飛車より角 (じょばんはひしゃよりかく)序盤は敵陣に飛車を打つ隙が少なく、持ち駒にあってもあまり使い道がないのに対し、斜めに利く角行は序盤から活躍することが多いので、序盤の飛車角交換は角行を手に入れた側が有利であるということ。
・・・ただし盤上の角は移動できるマスが限られており、一概に飛車より強いとは言えない。週刊将棋では「角2枚持ちと飛車2枚持ちで対局を始めたら、飛車側が有利に違いない」としている。

## す
筋違いに角を打て(すじちがいにかくをうて)角行二枚を持っているときに有効な格言。持ち駒の角は、盤上の角と違う筋で使うのが良いということ。

## せ
攻めは飛角銀桂 (せめはひかくぎんけい)攻撃は飛車・角行・銀将・桂馬で行うものだということ。「攻めは飛角銀桂香歩」ともいう。
攻めるは守るなり (せめるはまもるなり)攻めることで、自玉の受けにも繋がる場合があるということ。諺で言うところの「攻撃は最大の防御」。
先後同型中央に手あり (せんごどうけいちゅうおうにてあり)先後同型の形になると、中央から仕掛ける手は成立する確率が高いということ。もともとは囲碁の格言とも言われている。

## そ
俗手の好手  (ぞくしゅのこうしゅ)しゃれた手よりも誰でも思いつく手のほうが好手である事が多いということ。
底歩には香打ちで  (そこふにはきょううちで)底歩の弱点は、香車の攻めであること。二歩が禁じ手であることを逆用した格言。

## た
戦いは歩の突き捨てから (たたかいはふのつきすてから)損なようであるが、戦いを起こす前に歩兵を突き捨てておくことによって、相手の歩兵の位置をうわずらせるとともに、後でその筋に持ち歩が利くようになるので有効であることが多いということ。これには、戦いが起こってから歩を突いても取らずに反撃に出られることがある、攻撃のスピードを速めたり、相手の選択肢を狭める効果もある。「開戦は歩の突き捨てから」ともいう。

## ち
中段玉は寄せにくし (ちゅうだんぎょくはよせにくし)「逆玉寄せにくし」ともいう。逃げるときは上部に逃げると捕まりにくくなるため、下段に落とすように寄せるのが良い。
長考に好手なし（ちょうこうにこうしゅなし）長考の結果が良い手に結びつくとは限らないということ。羽生善治によれば、長考に陥るのは迷っているケースが多いため、良い手が指せないという。

## て
敵の打ちたいところに打て (てきのうちたいところにうて)敵の打ちたいところにこちらから先に駒を打つことによって、相手の手段を消すことができるということ。敵にとっての要所は、自分にとっての要所でもある。
手のない時には端歩を突け (てのないときにははしふをつけ)指す手に困ったら、端歩を突いて待機するのが良いということ。

## と
遠見の角に好手あり (とおみのかくにこうしゅあり)自陣に打たれた一見利いていないような角行でも、角の利きは受けづらいものなので、後々利いてくることがあるということ。
と金の遅速 (ときんのおそはや)と金で攻めるのは一見遅い攻めのように見えるが、有効性も考慮すると一番いい攻め方だということ。
と金は金と同じで金以上 (ときんはきんとおなじできんいじょう)歩兵は敵陣に入ったり、敵陣内を移動することによって、駒を裏返して成ることができる。と金は金将と同じ動きをするが、相手に取られたとしても歩兵の価値しかないので、その活用次第では金将以上の戦力があるということ。
と金は引いて使え (ときんはひいてつかえ)と金は後ろへ戻ると、進むマスが増えることもあり、効果が大きい。「金は引く手に好手あり」の応用。
取る手に悪手なし (とるてにあくしゅなし)駒を補充する手は、最終盤等を除いては、最善ではなくとも一定水準の価値があることが多い。

## な
長い詰みより短い必至 (ながいつみよりみじかいひっし)長手数により難解な詰みを読みきるよりも、短手数による簡単な必至を読みきる方が勝ちやすいこと。（一般的に終盤で複雑な詰みが発生する場合、長い詰めろがかかる局面に至る前の段階で、短い必至をかける機会を逃していることが多く、また駒の数などがギリギリの詰めろは簡単に防がれてしまうことが多い。「玉は包むように寄せよ」の格言通りに指していれば、短い必至をかけて簡単に勝ちとなるが、それを逃して長い詰みを読み切る必要に迫られると、ソフトと違って読む能力に限界のある人間には非常に勝ちづらくなる。そういった意味なので、長い詰みを読み切って勝ち切ることを否定しているわけではない。ソフトの存在しなかった過去にも経験則として語られていた格言である。）

## に
二枚換えは歩ともせよ (にまいがえはふともせよ)  / 二枚換えなら歩とでもせよ (にまいがえならふとでもせよ)二枚替えとは、自分の大駒1枚と相手の小駒2枚（または大駒と小駒1枚ずつ）の交換を行うことである。例えば、馬1枚と飛車・歩兵2枚の交換は、局面にもよるが駒2枚を獲得したほうが有利とされることが多い。歩1枚程度の差であっても、二枚換えを行うことは重要であるということ。大駒を大切にしすぎることを戒めた格言である。
二丁飛車に追われる夢を見た (にちょうびしゃにおわれるゆめをみた)二丁飛車(二枚飛車)は非常に強力で、夢にでてくるくらい恐ろしいものであること。「鬼より怖い二枚飛車」の俗諺。
入玉に負けなし (にゅうぎょくにまけなし)入玉（敵陣に玉将が入ること）していれば不敗の体勢になるということ。駒数を確保していれば、持将棋でも不敗となる。

## は
端玉には端歩で (はしぎょくにははしふで)端にいる玉には、端歩を突いて攻めるのが有効であるということ。ほかに、「端角には端歩」の格言もある。
初王手目の薬 (はつおうてめのくすり)初王手はほとんど効果がないという意味。無闇に王手をかけるなという意味もある。なかば地口のようなもので、格言としては意味が薄い。

## ひ
飛角の捨てどころ肝要なり (ひかくのすてどころかんようなり)「飛車角の捨てどころ肝要なり」ともいう。大駒を切るときは、自分の戦力よりも相手の反撃に留意せよということ。
飛車先の歩交換三つの得あり (ひしゃさきのふこうかんみっつのとくあり)飛車先の歩兵の交換には三つの得があるという格言。一つ目は持ち駒に歩兵が増える事。二つ目は歩兵が居なくなった升目に自分の駒を進められる事。三つ目は飛車先が敵陣に直射している事。
飛車は十字に使え (ひしゃはじゅうじにつかえ)飛車は縦横に動ける駒なので、十字に使うことでその動きを存分に発揮できるということ。

## ふ
歩切れの香は角以上（ふぎれのきょうはかくいじょう）相手が歩切れのとき、持ち駒に持っている香車は角行以上に活躍する場合があるということ。
歩越し銀には歩で受けよ (ふこしぎんにはふでうけよ)歩の上に攻め出てきた銀に対しては、その筋の歩を突くことによって、それ以上の銀将の進出を防げる上、後に銀バサミの布石にすることもできるので有利ということ。
歩のない将棋は負け将棋 (ふのないしょうぎはまけしょうぎ)歩兵は最弱の駒ではあるが、攻防ともになくてはならない必要な駒なので、持ち駒に歩兵がないと、いざという時に歩兵が打てず、負けにつながってしまうということ。北島三郎の楽曲「歩」の歌詞にも採用された。
不利なときは戦線拡大 (ふりなときはせんせんかくだい)苦しいときは局面を複雑化することが有効である。戦いの範囲を拡げることで、相手がミスを犯しやすくなるということ。（局面が忙しくなると駒損などのマイナスの意味が軽くなり、逆転の詰めろなどがかかりやすくなるため。）
振り飛車には角交換を狙え (ふりびしゃにはかくこうかんをねらえ)振り飛車（飛車を初期配置から左側へ移動して戦うこと）側の構えは、角打ちの隙ができやすく、また角行によって乱されやすいため、居飛車側は角交換をすれば有利に戦いを進められるということ。ただし、近年の定跡においてはゴキゲン中飛車や角交換型振り飛車などの、積極的に動く振り飛車戦法がプロ間でも普通に指されており(藤井猛は2012年度、第40回将棋大賞で「角交換型四間飛車」で升田幸三賞を受賞している)、また振り飛車から角交換を迫る変化や立石流なども存在するため、居飛車側が一概に有利とは言えない。
一方で、飛車交換や銀（攻め駒同士）交換は振り飛車側が有利になりやすい。桂交換ならばさらに得であるが、めったに狙えない。

## へ
ヘボ将棋玉より飛車を可愛がる (へぼしょうぎぎょくよりひしゃをかわいがる)いくら飛車が強力な駒であっても、玉将が取られては勝負が終わってしまう。将棋において、最も大切な駒を再確認しなければならない。
「ヘボ将棋王より飛車を可愛がり」ともいう。
蝮のと金を許すな (まむしのときんをゆるすな)と金での攻撃は、攻めては金将の働き、取られたところで一歩の損に過ぎないので、攻められる者にとっては実にいやらしい攻撃であるということ。
迷ったら銀で取れ矢倉戦で相手に玉頭の突き捨てを入れられたとき（先手なら△8六歩、後手なら▲2四歩）、同歩と取るか同銀と取るかで迷ったときは、同銀と取った方が形は乱れるがいい手になりやすいということ。

## め
名人に定跡なし (めいじんにじょうせきなし)将棋の名人は定跡（古くから研究された最も善いとされる、序盤の決まった指し方）だけに頼らず、自ら多くの手を読んで指す。定跡ばかりを鵜呑みにすることへの戒め。
目から火の出る王手飛車 (めからひのでるおうてびしゃ)王手飛車取りは、相手にとって厳しい手になることが多いということ。

## よ
横歩三年の患い (よこふさんねんのわずらい)飛先を交換した後、一歩得を狙ってむやみに横歩を取ると、その後の駒組みに手数がかかって苦労するということ。
2004年の週刊将棋編の文献では、この格言は大昔のもので、その後横歩を取る方の勝率が良くなったとされる。全体的には先手が有利とされる期間が長かったものの、後手の4五角戦法や8五飛戦法などの流行時は逆に後手が指せると言われており、時代時代によって「患う」のかどうかは、移ろっている。
寄せは俗手で (よせはぞくしゅで)寄せる時は凝った手順で行くのではなく、簡単でわかりやすい攻撃の方が有効な場合が多いということ。
寄せは俗手に好手あり (よせはぞくしゅにこうしゅあり)「寄せは俗手で」と「俗手の好手」の複合語。

## り
竜は敵陣に馬は自陣へ (りゅうはてきじんにうまはじじんへ)飛車が成った竜王は敵陣で攻めに使い、角行が成った竜馬は自陣に引き付けるのが良いということ。「馬の守りは金銀三枚」という格言もある。。
両取り逃げるべからず (りょうどりにげるべからず)両取りをかけられた場合、逃げるより他に手を探した方が得である場合もあるいうこと。両取りといっても同時に2枚の駒は取れないため。